# Władysław Cyga (oficer)

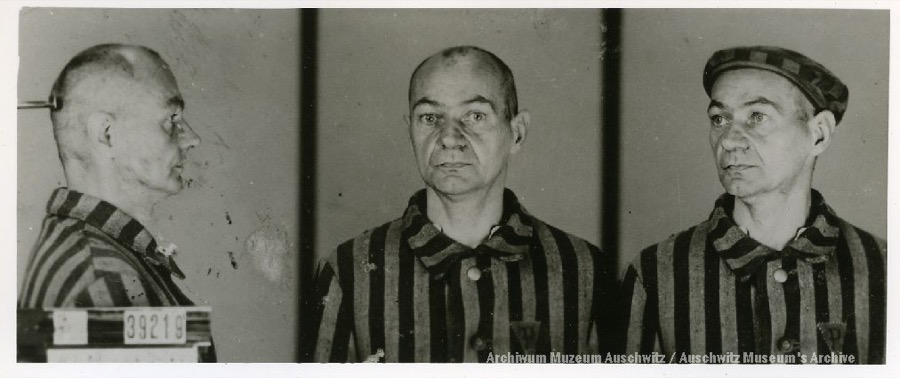
Władysław Cyga więzień KL Auschwitz

Władysław Cyga (ur. 11 maja 1893 w Brzesku, zm. 10 lipca 1942 w KL Auschwitz) – major sanitarny Wojska Polskiego, działacz niepodległościowy, kawaler Orderu Virtuti Militari.

## Życiorys
Urodził się 11 maja 1893 w Brzesku, w rodzinie Jana, pomocnika kancelaryjnego w urzędzie skarbowym, i Julii z Kostrzewskich.
W lipcu 1928 jako oficer rezerwy został powołany do służby czynnej i przydzielony do kadry oficerów służby zdrowia z równoczesnym przeniesieniem służbowym do Oficerskiej Szkoły Sanitarnej. Obowiązki służbowe wykonywał w laboratorium chemicznym Zakładu Higieny. W listopadzie 1929 został przeniesiony ze Szkoły Podchorążych Sanitarnych do Centralnej Szkoły Wychowania Fizycznego w Warszawie na stanowisko wykładowcy fizyki i chemii. 15 maja 1930 prezydent RP przemianował go na oficera zawodowego w stopniu kapitana w korpusie oficerów administracji (dział sanitarny) ze starszeństwem z dnia 1 grudnia 1920 i 2. lokatą. 12 marca 1933 prezydent RP nadał mu stopień majora z dniem 1 stycznia 1933 i 2. lokatą w korpusie oficerów administracji (grupa oficerów administracji sanitarnych). W styczniu 1934 został przeniesiony do korpusu oficerów sanitarnych, w tym samym stopniu i starszeństwie oraz 15. lokatą. W marcu 1939 pełnił służbę w Akademii Wychowania Fizycznego Józefa Piłsudskiego w Warszawie na stanowisku wykładowcy i kierownika pracowni fizyki.
Podczas okupacji aresztowany przez Niemców w Krakowie. 11 czerwca 1942 został wywieziony do obozu koncentracyjnego Auschwitz, gdzie zginął 10 lipca tego roku.
Był żonaty, miał córkę Annę Barbarę (ur. 7 sierpnia 1923).

## Ordery i odznaczenia
- Krzyż Srebrny Orderu Wojskowego Virtuti Militari nr 7285 – 17 maja 1922[10]
- Krzyż Niepodległości – 12 maja 1931 „za pracę w dziele odzyskania niepodległości”[11]
- Krzyż Walecznych trzykrotnie – 1922 i 1923 „za czyny orężne w czasie bojów b. Legionów Polskich”[12][13][1]
- Złoty Krzyż Zasługi – 1938 „za zasługi na polu pracy społecznej”[14]
- Srebrny Krzyż Zasługi – 18 marca 1932 „za zasługi na polu wychownia fizycznego i przysposobienia wojskowego”[15][16]
- Medal Pamiątkowy za Wojnę 1918–1921 – 1928
- Medal Dziesięciolecia Odzyskanej Niepodległości – 1928

austro-węgierskie
- Srebrny Medal Waleczności 2 klasy[2]
- Brązowy Medal Honorowy Czerwonego Krzyża